# George W. Lay
George Washington Lay  (* 26. Juli 1798 in Catskill, Greene County, New York; † 21. Oktober 1860 in Batavia, New York) war ein US-amerikanischer Politiker. Zwischen 1833 und 1837 vertrat er den Bundesstaat New York im US-Repräsentantenhaus.

## Werdegang
Im Jahr 1817 absolvierte George Lay das Hamilton College in Clinton. Nach einem anschließenden Jurastudium und seiner Zulassung als Rechtsanwalt begann er ab 1820 in Batavia in diesem Beruf zu arbeiten. Zwischen 1825 und 1831 fungierte er als Kämmerer im Genesee County. Politisch war er zunächst Mitglied der Anti-Masonic Party und später der kurzlebigen National Republican Party.
Bei den Kongresswahlen des Jahres 1832 wurde Lay als Kandidat der Anti-Masonics im 29. Wahlbezirk von New York in das US-Repräsentantenhaus in Washington, D.C. gewählt, wo er am 4. März 1833 die Nachfolge von Phineas L. Tracy antrat. Nach einer Wiederwahl als Nationalrepublikaner konnte er bis zum 4. März 1837 zwei Legislaturperioden im Kongress absolvieren. Diese waren von den Diskussionen über die Politik von Präsident Andrew Jackson bestimmt.
Im Jahr 1840 war George Lay Abgeordneter in der New York State Assembly; von 1842 bis 1845 amtierte er als amerikanischer Gesandter in Schweden. Er starb am 21. Oktober 1860 in Batavia im US-Bundesstaat New York, wo er auch beigesetzt wurde.